# Pfarrkirche St. Andrä vor dem Hagental

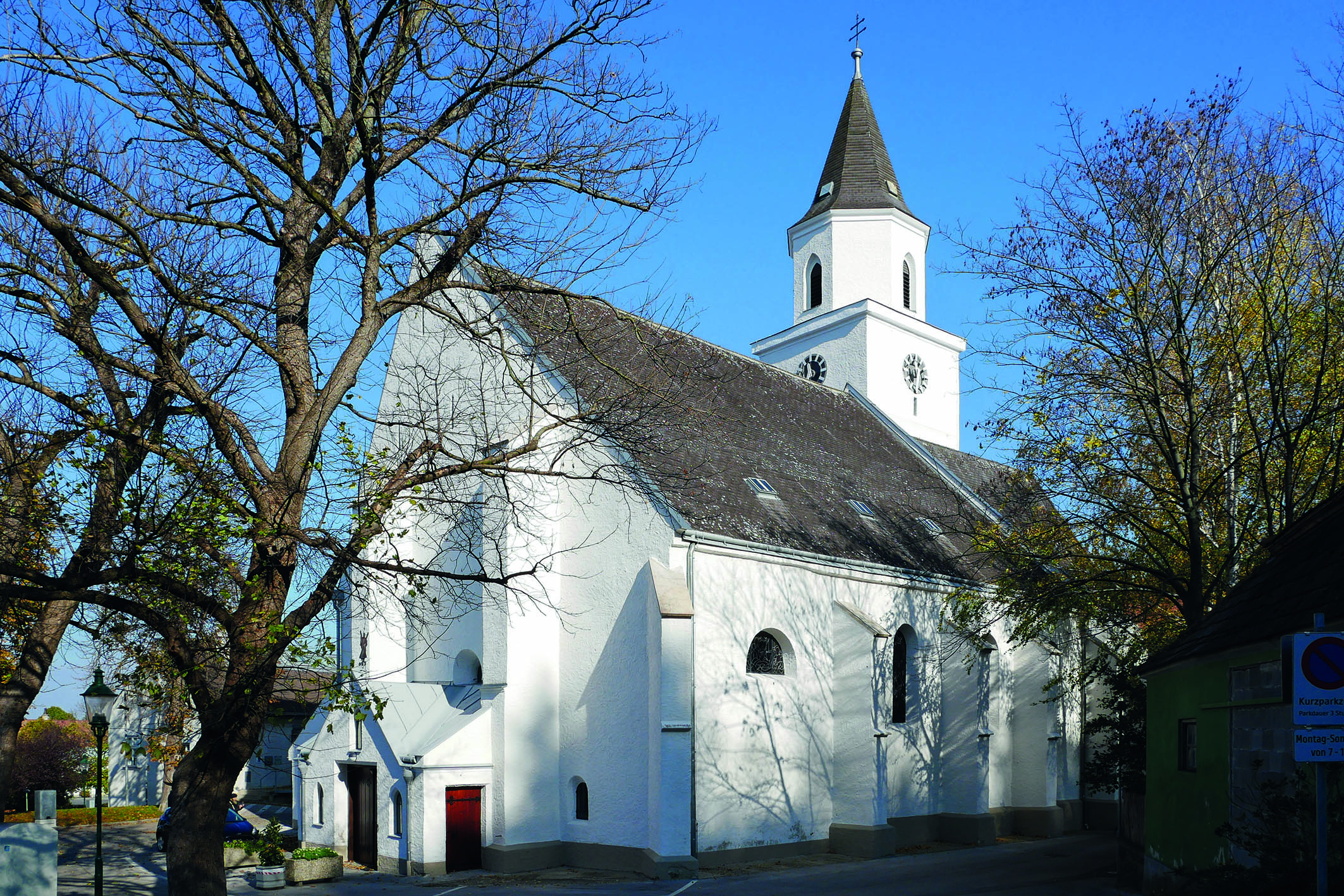
Pfarrkirche St. Andrä vor dem Hagenthale

Grundriss der Pfarrkirche

Die römisch-katholische Pfarrkirche St. Andrä vor dem Hagenthale befindet sich erhöht am südwestlichen Ortsrand von Sankt Andrä vor dem Hagenthale in der Marktgemeinde St. Andrä-Wördern im Bezirk Tulln in Niederösterreich. Die dem heiligen Andreas geweihte Kirche gehört zum Dekanat Tulln in der Diözese St. Pölten. Das Kirchengebäude steht unter Denkmalschutz.

## Geschichte
Die Pfarre wurde um 1090 vom Passauer Bischof Altmann gegründet. Sie war der Sitz eines Chorbischof und die Mutterpfarre von Langenlebarn, Tulbing, Königstetten, Zeiselmauer und Mauerbach. Als Hofmark war sie bis 1803 im Besitz des Bistums Passau, anschließend hatte das Patronat die Herrschaft Königstetten inne. 1785 musste das Bistum Passau die Pfarre an die neu gegründete Diözese St. Pölten abtreten.
Beim Erdbeben 1590 wurde die Kirche stark beschädigt und beim Türkeneinfall 1683 der Pfarrhof und die Kirche geplündert und verwüstet.
Zur heutigen Pfarre gehört auch die Filialkirche Maria Sorg in Greifenstein, die Johanneskapelle in Hintersdorf und die Kapelle in Wolfpassing.
Seit 2010 bilden die Pfarren St. Andrä vor dem Hagenthale und Zeiselmauer einen Pfarrverband.
Mit 1. Mai 2014 wurde die Pfarre Greifenstein per Dekret des damaligen Diözesanbischofs Klaus Küng aufgehoben. Das Territorium dieser Pfarre wurde der Pfarre St. Andrä vor dem Hagenthale zugeteilt und die Pfarrkirche zur Unbefleckten Jungfrau und Gottesmutter (Maria Sorg) in Greifenstein wurde zur Filialkirche der Pfarre St. Andrä vor dem Hagenthale.

## Baubeschreibung
Das dreischiffige Langhaus besteht aus einer dreijochigen gotischen Halle aus dem 14. Jahrhundert, dessen Kern romanisch ist, und einem einjochigen Zubau im Westen. Der weiträumige gotische Chor hat einen 5/8-Schluss. Der fünfgeschoßige gotische Turm, nördlich des Chors, ist quadratisch mit einer Seitenlänge von über 7 Metern und einer Höhe von 42 Metern (inklusive des Doppelkreuzes). Im Erdgeschoß des Turms befindet sich die Sakristei. Die gotische Thomas-Kapelle an der Nordseite des linken Seitenschiffes hat einen 5/8-Schluss und ein Kreuzrippengewölbe.
Im Zuge der Wiederinstandsetzung nach dem Türkenkrieg erfolgten mehrere barocke Um- und Zubauten wie die südseitige Lourdes-Kapelle, die Westempore und niedere Anbauten an der Nordseite des Langhauses.

## Einrichtung
Der Hochaltar entstand im Zuge der Barockisierung Anfang des 18. Jahrhunderts. Das Altarbild stammt von Eduard Swoboda aus dem Jahr 1836. Die beiden lebensgroßen Figuren seitlich des Altars stellen den Heiligen Laurentius von Rom (links) und den Heiligen Stephanus (rechts) dar. Der Tabernakel-Aufbau wurde 1784 vom säkularisierten Wiener „Kloster zur Himmelspforte“ angekauft.
An Nebenaltären gibt es den Marienaltar im nördlichen (linken) Seitenschiff mit einer Statue der „bayrischen Madonna“ und den Herz-Jesu-Altar im südlichen (rechten) Seitenschiff, der ursprünglich ein Pestaltar war, sowie die zwei Altäre in den Kapellen.
Die Orgel mit 930 Pfeifen stammt aus dem Jahr 1984 und wurde vom Kremser Orgelbaumeister Friedrich Heftner angefertigt.
Im Kirchturm befinden sich fünf Glocken; vier neueren Datums und eine 600 Kilogramm schwere Glocke mit über einem Meter Durchmesser vom Wiener Glockengießer Mathias Glaser aus dem Jahr 1690.

## Bildergalerie

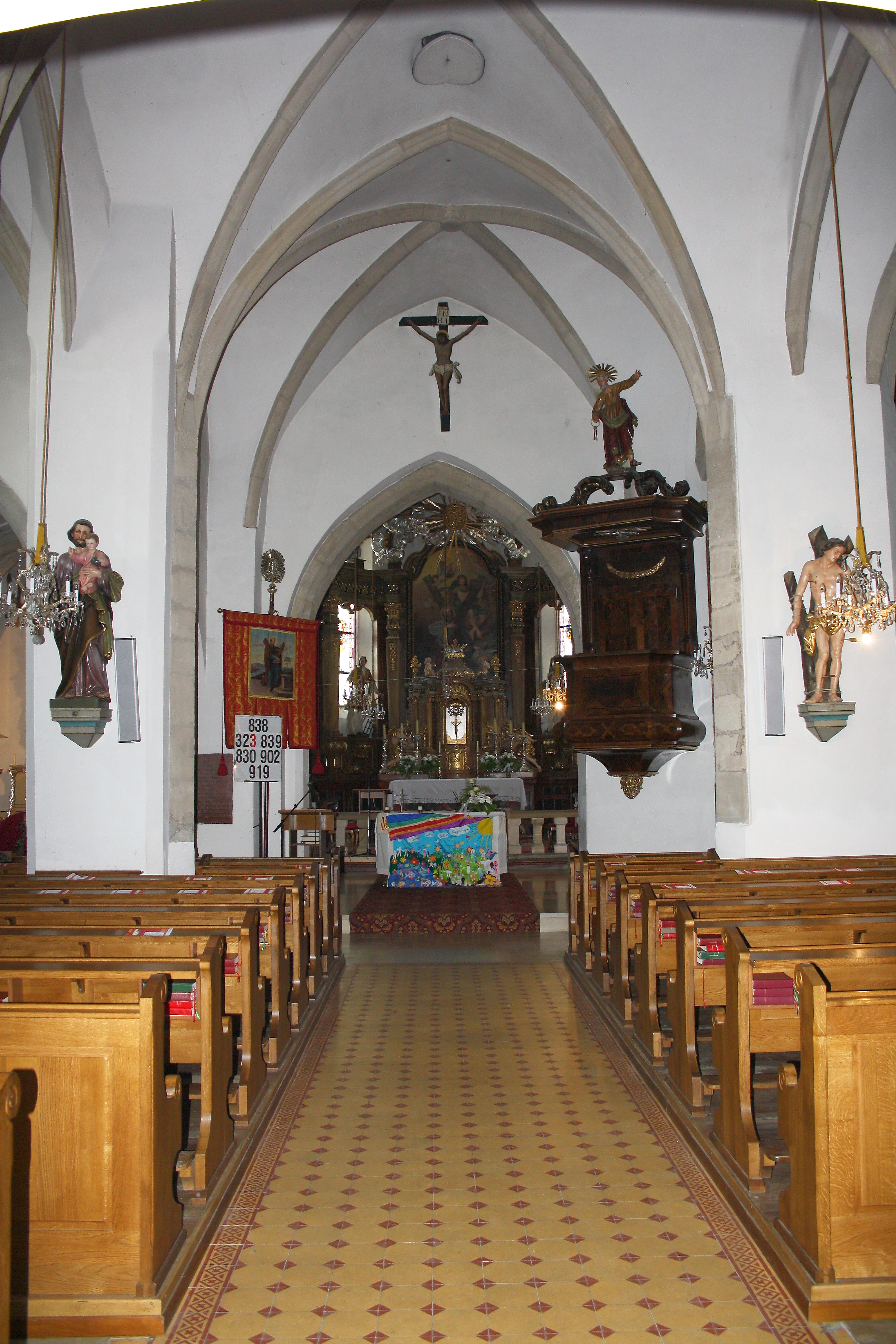
Blick Richtung Hochaltar
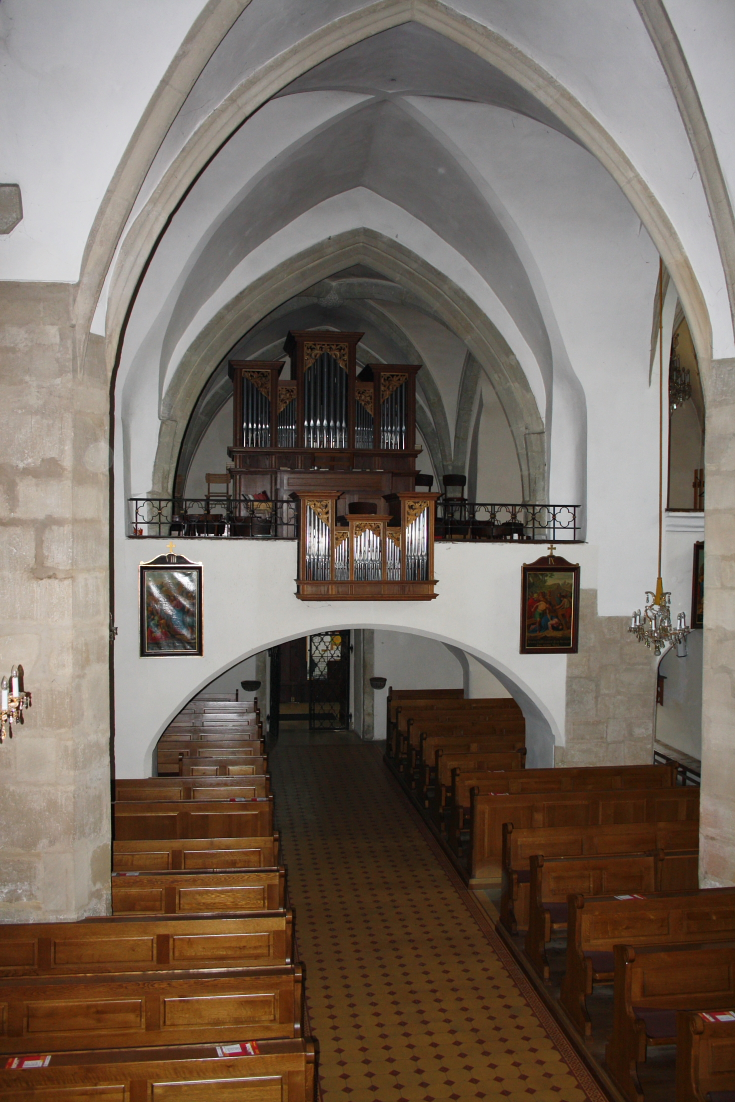
Blick Richtung Orgelempore
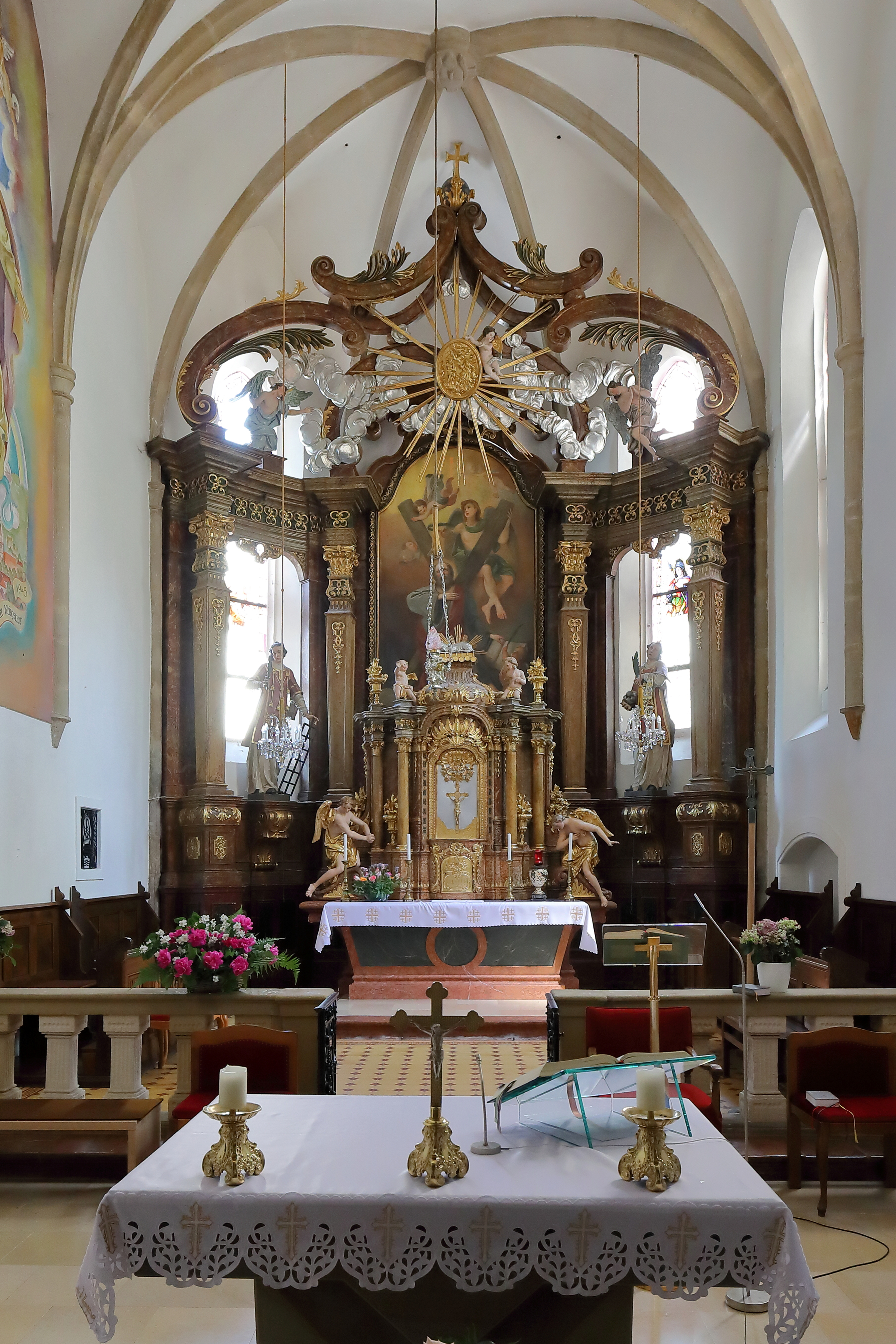
Hochaltar
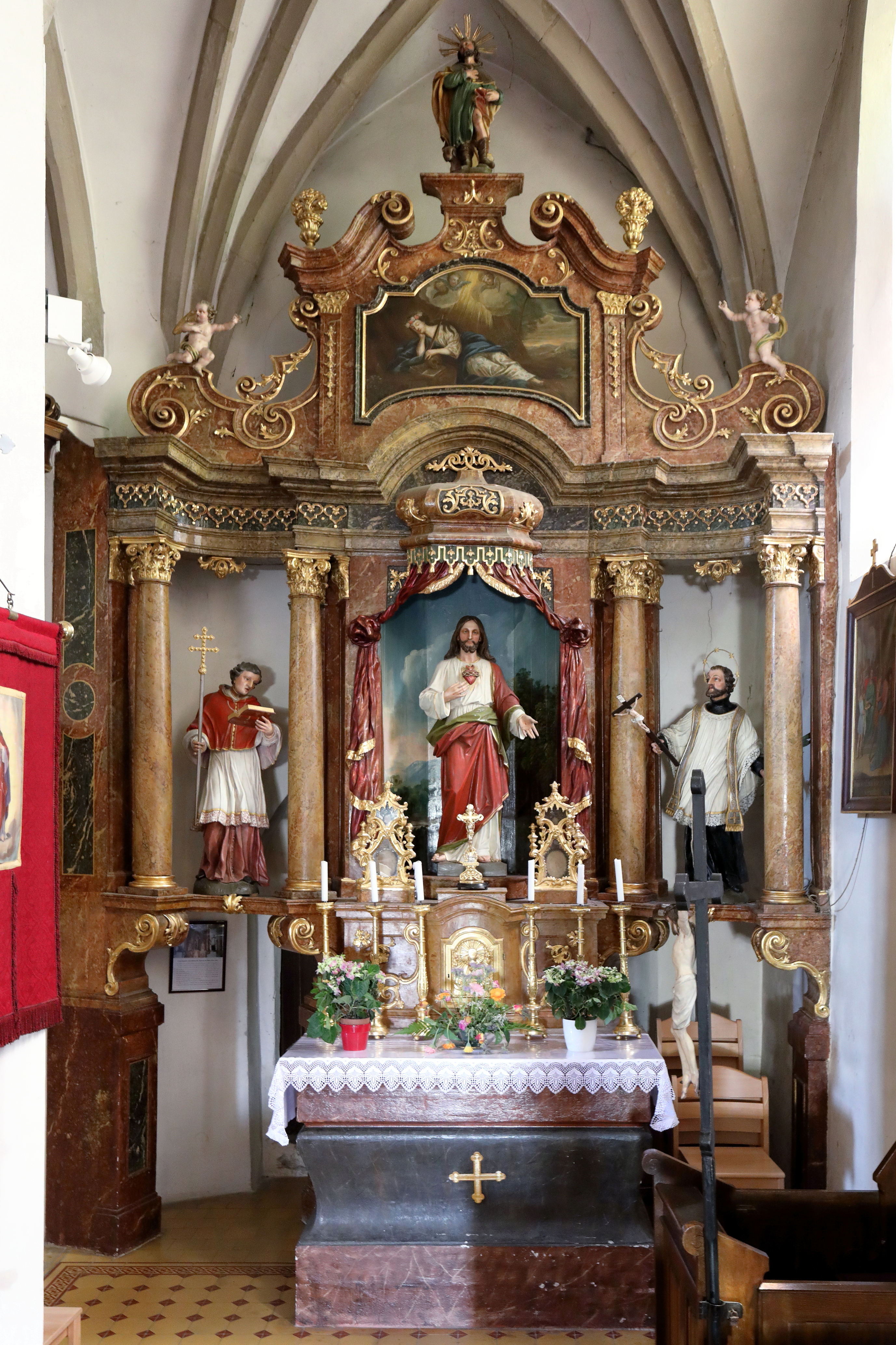
Rechter Seitenaltar